# توت‌سنت‌دیوردی
توت‌سنت‌دیوردی (به مجاری:  Tótszentgyörgy) یک سکونتگاه مسکونی در مجارستان است که در بارانیا واقع شده‌است.